# Багата
Бага́та — річка в Україні, в межах Берестинського району Харківської області. Права притока Орелі (басейн Дніпра).

## Етимологія назви
Назва, ймовірно, дана за характер долини, багатої на розлогі луки, широкі рівні сіножаті та пасовиська з родючими чорноземними ґрунтами, особливо в Сахновщинському районі. Гідронім являє собою прикметник жіночого роду без спеціального топонімічного форманта.

## Опис
Довжина річки 67 км, площа басейну 563 км². Долина коритоподібна, завширшки 2,5 км, завглибшки до 40 м. Річище слабо звивисте (місцями сильно звивисте), завширшки до 10 м. Є стариці та меандри. Похил річки 1,2 м/км. Влітку на окремих ділянках річка пересихає. Споруджено кілька ставків. 
Притоки: Багатенька (права).

## Розташування
Багата бере початок у селі Павлівці. Тече спочатку на захід, далі — переважно на південний захід. Впадає до Орелі на південний захід від села Багата Чернещина. 

## Природоохоронні території
У верхів'ях річки розташований Коханівський гідрологічний заказник, у середній течії — Бесарабівський ентомологічний заказник і ботанічний заказник «Родничок».